# Генадиј Кернес
Генадиј Адолфович Кернес (укр. Геннадій Адольфович Кернес, рус. Генна́дий Адо́льфович Ке́рнес; Харков, 27. јун 1959 — Берлин, 17. децембар 2020) био је украјински политичар и градоначелник Харкова од 24. новембра 2010. до своје смрти 17. децембра 2020. године.

## Биографија
Рођен је 27. јуна 1959. године у Харкову, Украјинска ССР, СССР. Потиче из јеврејске породице. Дипломирао је право на Националном правном универзитету Јарослава Мудрог и јавну управу на Харковском националном универзитету.
Кернес је започео каријеру 1977. године у харковској фабрици „Рударско светло“. Од 1979. до 1990. године, радио је за више предузећа. Године 1986. године, са почетком "Перестројке", ушао је у предузетниче воде. Организовао је задругарство, бавио се ситним преварама, због чега је осуђен на две године затвора. Од 1992. до 1994. године руководио је производно-трговинском компанијом Акцептор. Пошто је стекао акције НПК-Банк, на њеној основи је изградио свој диверзификовани НПК-Холдинг, који је укључивао низ медија: лист Вечерњи Харков, Тонис и „Канал 7“. Приликом приватизације туристичког комплекса "Национал", који је постао Кернесово седиште, вишесмерном комбинацијом прелази комплекс у власништво "НПК-Холдинга". Од 1999. до 2001. године био је први заменик директора харковске филијале подружнице Трговачке куће Гас Украјине. Од 1994. до 1999. године био је председник Управног одбора, а затим од 2001. до 2006. године председник отвореног акционарског друштва са страним улагањима "НПК-Холдинг".

### Политичка каријера
Године 1998. изабран је за одборника у Харковском градском већу. Укупно је провео три мандата као одборник. У новембру 2004. године подржао је Наранџасту револуцију. Као члан проруске Партије региона, изабран је одборника 2005. године. У априлу 2006. године је постао секретар градског већа.
Изабран је за градоначелника Харкова на изборима 2010. као кандидат Партије региона. Кернес је био познат по изразитим проруским ставовима и по томе што је подржавао тадашњег председника Украјине Виктора Јануковича. Током евромајданских протеста против Јануковича крајем 2013. и почетком 2014. године, оптужен је за организовање антимајданских демонстрација.
После Револуције достојанства, након што су он и гувернер Харковске области Михајло Добкин накратко нашли уточиште у Русији, Кернес је оптужен за наводне везе са претњама смрћу, киднаповањем и мучењем учесника Евромајдана у Харкову, а потом је стављен под кућни притвор. Овај кривични поступак против њега обустављен је 30. јула 2014. године „због тешке болести осумњиченог“. Постреволуционарно руководство га је у фебруару 2014. године оптужило за промовисање сепаратизма. Међутим, од тада се веровало да је ублажио своје проруске позиције, окренувши се подршци неподељеној Украјини у складу са политиком кијевских власти. У марту 2014. године изјавио је да је био „заточеник Јануковичевог система“ и да очекује „добре ствари“ од нове владе Арсенија Јацењука.
Дана 28. априла 2014. године, непознати нападач је из снајперске пушке упуцао Кернеса у леђа. Иако је био у животној опасности, лекари су извршили хитну операцију и успели су да га стабилизују. Следећег дана Кернес је пребачен у Израел на даље лечење.
Поново је изабран за градоначелника 2015. и 2020. године.

### Смрт
Преминуо је 17. децембра 2020. године у Берлину од последица заразе вирусом Ковид 19 у Берлину.